# Lesotho világörökségi helyszínei
Lesotho területéről eddig egy helyszín került fel a világörökségi listára, egy másik helyszín a javaslati listán várakozik a felvételre.
| | Maloti-Drakensberg Nemzeti Park |
| A Dél-afrikai Köztársaság és Lesotho közös világörökségi helyszíne |                                 |
| 2000, kiterjesztés: 2013 |                                 |
| Vegyes (I)(III)(VII)(X) |                                 |
| Védett terület: 249 313 ha, puffer zóna: 46 630 ha, hivatkozás: 985 |                                 |
| Az uKhahlamba, más néven Drakensberg (Sárkány-hegy) Nemzeti Park a Dél-afrikai Köztársaság és Lesotho közös világörökségi helyszíne. A változatos felszíni formákat mutató táj két részre, egy kisebb északi és egy sokkal nagyobb déli területre osztható. A park jellegzetességei a mély völgyekkel tagolt bazalt és homokkőtömbök és a meredek sziklaszirtek. A talajerózió során barlangok és sziklaereszek alakultak ki, ezekben szan (busman) sziklaművészet alkotásaira bukkantak. Ez a Szaharától délre eső területek legjelentősebb sziklarajz-együttese. A legkorábbi rajzok több ezer évesek, a legkésőbbiek körülbelül háromszáz évvel ezelőtt készültek korábbi, évezredes festékrétegekre. A színes festmények a barlangok olyan részére kerültek, amelyeket feltételezhetően rituális célokra használtak. A területen még a 19. század elején is éltek vadászó-gyűjtögető csoportok. A nemzeti park növényzete három zónára oszlik, ezek a folyó völgyében és a hozzá tartozó szurdokrendszerben élő növények, valamint a hegyi lejtők és a magas fennsík növényzete. Ez a három zóna összesen mintegy 2100, köztük több védett növényfajnak ad otthont ezen kívül olyan ritka madárfajoknak is mint a fokföldi keselyű. |                                 |

## Elhelyezkedése
| Maloti-Drakensberg Nemzeti Park |

## Javasolt helyszín
| Megnevezés                    | Kép | Típus      | Kritérium | Év   | Link |
| ----------------------------- | --- | ---------- | --------- | ---- | ---- |
| Thaba-Bosiu nemzeti emlékhely |     | Kulturális | III, V    | 2008 | 5392 |